# Ahmed El-Ahmar
Ahmed El-Ahmar (Gizé, 27 de janeiro de 1984) é um handebolista egípcio que integrou a seleção nacional nos Jogos Olímpicos de Verão de 2016 no Rio de Janeiro, onde a equipe ficou em nono lugar. Atua como armador direito e joga pelo clube Zamalek SC.